# Plàcid García-Planas
Plàcid Garcia-Planas (Sabadell, 1962) es un periodista español, licenciado en Ciencias de la información por la Universidad de Navarra.

## Biografía
Reportero de la sección de internacional de La Vanguardia desde 1988, ha sido enviado a diversos frentes, como el de los Balcanes (donde cubrió los diversos episodios de la guerra de la antigua Yugoslavia de 1991 a 1999) y el del Próximo Oriente (tanto en la Guerra del Golfo, 1990-91, como en la de Irak, 2003, Líbano, 2005, o Libia, 2011 ). También ha cubierto las guerras de Afganistán y Ucrania. Es autor de La revancha del reportero, libro en el que sigue la huella a siete grandes corresponsales de guerra de La Vanguardia desde 1893, así como de Jazz en el despacho de Hitler, donde hace uso de la paradoja como medio más eficaz para explicar la atrocidad de las guerras. Le sigue Como un ángel sin permiso, sobre el tráfico legal de armas y sus consecuencias y La guerra es una piscina, con fotografías de Guillermo Cervera.
Mención aparte es el libro El marqués y la esvástica. César González-Ruano y los judíos en el París ocupado, escrito en coautoría con Rosa Sala Rose. En esta obra a medio camino entre el ensayo y la crónica periodística, se analiza sobre la base de material de archivo el turbio papel del periodista español César González-Ruano durante la Ocupación.
En marzo de 2016 fue nombrado director del Memorial Democràtic de Catalunya, cargo en el que permaneció hasta el 1 de enero de 2019, fecha en la que regresó a su anterior puesto en la sección internacional de La Vanguardia.
El 24 de septiembre de 2023, después de realizar un recorrido por Alto-Karabaj organizado por el gobierno de Azerbaiyán, publica en La Vanguardia un reportaje que, en opinión de un tuitero, pone en duda su integridad periodística. Sin embargo, el reportaje, que describe la masiva obra pública en el territorio recuperado en el 2020 por Azerbaiyán y recoge la opinión de los azerbaiyanos expulsados hace tres décadas, deja claro que ambas partes se acusan de genocidio y pone ejemplos de destrucción de patrimonio por ambas partes.

## Publicaciones
- La revancha del reportero. Tras las huellas de siete grandes corresponsales de guerra (Barcelona, Diéresis, 2007).
- Jazz en el despacho de Hitler. Otra forma de ver las guerras (Barcelona, Península, 2010).
- Como un ángel sin permiso. Cómo vendemos misiles, los disparamos y enterramos a los muertos (Barcelona, Carena, 2012).
- El marqués y la esvástica. César González-Ruano y los judíos en el París ocupado (Barcelona, Anagrama, 2014). Escrito en coautoría con Rosa Sala Rose.

## Archivo

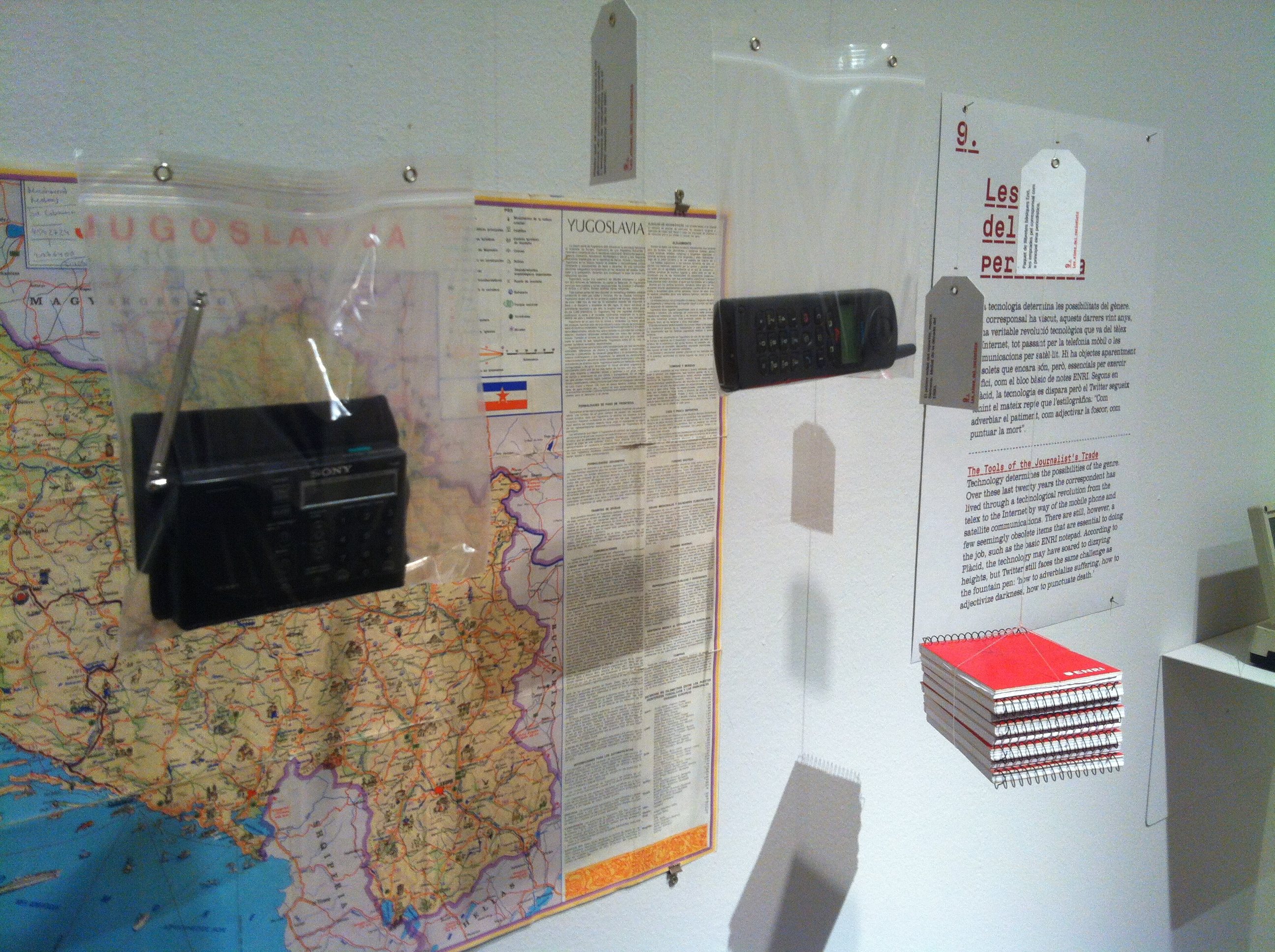
Detalle de la exposición con su archivo

Como fruto de su actividad como corresponsal de guerra, Plàcid Garcia-Planas ha coleccionado diversos objetos relacionados con las contiendas, como comunicados de ejércitos, carteles y folletos propagandísticos del ejército norteamericano animando a los militares iraquíes a desertar bajo la amenaza de un ataque (1991) o bien permisos militares autorizándolo a circular por lugares restringidos en las guerras de Afganistán (2009-2010). Su interés por las piezas simbólicas lo han llevado a conservar fragmentos de objetos obtenidos en lugares destacados una vez destruidos como un fragmento de un plato de la residencia de Gaddafi en Brega después del asalto (2011), objetos militares como una máscara antigás de la guerra del golfo (1991) o un trozo de un monumento a Saddam Hussein destruido por chiitas en Bassora (2003), entre muchos otros.
En el 2012 se inauguró en el centro Arts Santa Monica de Barcelona la exposición: "El Archivo del Corresponsal de Guerra. Colección Plàcid García-Planas", curado por el comisario Ricard Mas (de Barcelona).

## Premios y reconocimientos
En el año 2010 se le concedió el primer Premio de Periodismo de Investigación del Grupo Godó y del Grup 62. En el 2022 ganó el Premio Cirilo Rodríguez de Periodismo Internacional y en el 2023 el Memorial Joan Gomis.